# Y.S. Rajasekhara Reddy
Yeduguri Sandinti Rajasekhara Reddy, populärt kallad YSR, född 8 juli 1949 i Kadapa i delstaten Andhra Pradesh, död 2 september 2009, var en indisk politiker (Kongresspartiet) och läkare. Han var premiärminister (Chief Minister) i hemstaten sedan maj 2004, i en koalitionsregering med Telangana Rashtra Samithi.
Den 2 september 2009 avled Y.S. Rajasekhara Reddy i en helikopterolycka. Hans hemdistrikt bytte namn från Kadapa till Y.S.R. året därpå.